# 1822 en Grèce ottomane
Chronologie de la Grèce ottomane
- 1818
- 1819
- 1820
- 1821
- 1822
- 1823
- 1824
- 1825
- 1826

Cette page concerne les évènements survenus en 1822 en Grèce ottomane  :

## Événement
- Guerre d'indépendance grecque (1821-1829).
- Première Assemblée nationale d’Épidaure
- Siège de l'Acropole
- avril : Massacre de Chios
- 13 avril : Massacre de Náoussa (en)
- 18 juin : Incendie du navire amiral ottoman au large de Chios
- 16 juillet : Bataille de Péta
- 5-8 août : Bataille des Dervénakia
- 8-13 septembre : Bataille de Nauplie
- 25 octobre-31 décembre : Premier siège de Missolonghi

## Création
- Exécutif grec
- Constitution grecque de 1822
- Ministère des affaires étrangères (en)
- Ministère des affaires navales (en)
- Premier ministre de Grèce
- Première République

## Naissance
- Eugène Castellano, acteur de théâtre, producteur et directeur de théâtre français.
- Miltiádis Kanáris (el), amiral et personnalité politique.
- Ioánnis Kóssos (el), sculpteur.
- Geórgios Paráschos (el), poète et écrivain.
- Thrasivoúlos Zaïmis, peintre.

## Décès
- André Dánia (el), militaire d'Ovada, officier et philhellène.
- Anagnóstis Petimezás (el), chef révolutionnaire grec.
- Zafirákis Theodosíou (el), personnalité politique.